# Alkymisten (roman)
 For alternative betydninger, se Alkymisten. (Se også artikler, som begynder med Alkymisten)
Alkymisten eller O Alquimista er en roman skrevet af Paulo Coelho i 1988.
Den blev en international bestseller, og udgivet på 70 sprog. Alene i forfatterens hjemland, Brasilien, blev der solgt mere end 2 millioner eksemplarer. 
Bogen er en fortælling om at følge sine drømme, og handler om den unge andalusiske fårehyrde, Santiago, der sælger sin fåreflok og krydser Gibraltarstrædet til Tanger. Dette bliver begyndelsen på en rejse gennem den nordafrikanske ørken, hvor han møder Alkymisten.
| Bog | Spire Denne artikel om bøger og tidsskrifter er en spire som bør udbygges. Du er velkommen til at hjælpe Wikipedia ved at udvide den. |